# Megaerops
Megaerops — рід рукокрилих, родини Криланових, що об'єднує 4 види тварин Південно-Східної Азії.

## Морфологія
Морфометрія. Довжина голови й тіла: 76—102 мм, довжина передпліччя: 49—59 мм. Megaerops wetmorei має рудиментарний хвіст, тоді як у інших трьох видів хвіст відсутній.
Опис. Забарвлення в Megaerops ecaudatus жовтувато-коричневе зверху, потилиця блідо-сіра, контрастуючи з коричневою спиною і груди й черево блідо-сріблясто-сірі. М. wetmorei має від сріблясто до попелясто-сіру голову, попелясто-сіра спина трохи світліша голови і окремі волоски мають блідо-коричневі кінчики. Забарвлення низу трохи блідіше, ніж спина. У Megaerops kusnotoi хутро спини сірувато-коричневе, низ блідувато-сірий. Члени цього роду схожі на Cynoptertis, але череп глибший. Megaerops має тільки одну пару різців на нижній щелепі, в той час як Cynoptertis має дві пари.

## Види
- Megaerops
  - Megaerops ecaudatus
  - Megaerops kusnotoi
  - Megaerops niphanae
  - Megaerops wetmorei